# Aderus trifasciatus
Aderus trifasciatus é uma espécie de inseto besouro da família Aderidae. Foi descrita cientificamente por George Charles Champion em 1890.

## Distribuição geográfica
Habita no Panamá, Guatemala, Granada e possivelmente Brasil.